# Lourdios-Ichère
Lourdios-Ichère (en occitano Ardiòs-Ishèra) es una población y comuna francesa, en la región de Aquitania, departamento de Pirineos Atlánticos, en el distrito de Oloron-Sainte-Marie y cantón de Accous.

## Demografía
| 681 | 636 | 661 | 636 | 642 | 639 | 653 | 594 | 568 | 526 | 526 | 510 | 532 | 512 | 438 | 416 | 407 | 340 | 310 | 292 | 279 | 252 | 222 | 205 | 184 | 172 | 158 | 175 | 150 | 147 |
| Para los censos de 1962 a 1999 la población legal corresponde a la población sin duplicidades (Fuente: INSEE [Consultar]) |     |     |     |     |     |     |     |     |     |     |     |     |     |     |     |     |     |     |     |     |     |     |     |     |     |     |     |     |     |

## Economía
La economía del municipio esta esencialmente orientada a la agricultura y ganadería (bovina y ovina). 